# カルタヘナ工科大学
カルタヘナ工科大学 （スペイン語: Universidad Politécnica de Cartagena、略称 : UPCT) は、スペイン・ムルシア州カルタヘナにある公立大学（工業大学）。

## 歴史
1883年9月4日、道路、運河、港湾、鉱山に関する学校として設立された。1901年8月17日、高等工業学校が追加された。
1975年にはムルシア大学に組み込まれてカルタヘナ工科学校となった。1998年8月3日にムルシア大学から分離され、大学としてのカルタヘナ工科大学が開学した。

## 大学群
マドリード工科大学、カタルーニャ工科大学、バレンシア工科大学とともに、スペインの公立工業大学群である「UP4」に加盟している。
ブルガリアのソフィア工科大学、キプロスのキプロス工科大学、ドイツのダルムシュタット応用科学大学、アイルランドのダブリン工科大学、ラトビアのリガ工科大学、フランスのトロワ工科大学、ルーマニアのクルジュ＝ナポカ工科大学とともに、ヨーロッパの工業大学群である「EUt+」に加盟している。

## キャンパス
カルタヘナ工科大学はカルタヘナ都市圏に3キャンパスを有している。

### アルフォンソ13世キャンパス
- 農学部
- 海洋学部
- 鉱山学部

### ムラーリャ・デル・マルキャンパス
- 生産工学部
- 電気通信工学部
- 植物バイオテクノロジー研究所
- 研究所棟

### CIMキャンパス
- 経済・経営学部
- 建築学部